# Alberto Illanes
Alberto Illanes Puente (Uncía, 25 de noviembre de 1963) es un exfutbolista y actual entrenador boliviano. En su etapa como jugador se desempeñó como defensa.
Actualmente dirige a Guabirá de la Primera División de Bolivia.
Como entrenador, debutó al frente de Stormers de Sucre el año 2000.
Fue por varios años asistente técnico de Eduardo Villegas y Mauricio Soria.

## Trayectoria como entrenador

#### Stormers
Una vez retirado como futbolista, Alberto Illanes inició su carrera como director técnico el año 2000, al ser nombrado entrenador de Stormers, de la Asociación Chuquisaqueña de Fútbol. En Stormers logró el título de la asociación y la clasificación a la Copa Simón Bolívar.

#### Real Potosí
El 4 de marzo de 2014 es elegido como nuevo entrenador de Real Potosí tras la destitución del anterior entrenador, Marco Sandy. En su primer partido, el 9 de marzo, Real Potosí empató el clásico 2-2 ante Nacional Potosí por la 8.ª jornada del Torneo Clausura 2014. Bajo su dirección, el conjunto lila protagonizó su mejor campaña en el torneo, llegando a ocupar inclusive el primer puesto del Torneo Clausura 2014.
El 12 de marzo Real Potosí derrotó a Oriente Petrolero 3-0 y con esta victoria sería líder del torneo las siguientes 3 jornadas de forma invicta, desde que Illanes asumió la dirección técnica. Tras 4 partidos invicto, Illanes sería despedido tras 2 derrotas consecutivas ante The Strongest 1-2 en el Estadio Hernando Siles y el 6 de abril frente a San José 1-2 en el Estadio Víctor Agustín Ugarte.

#### Nacional Potosí
En agosto de 2018 fue presentado como nuevo entrenador del Rancho Guitarra. Ese año consiguió clasificar al equipo a la Copa Sudamericana 2019. En el año 2019, específicamente en el Torneo Apertura, consiguió el tercer puesto del campeonato. Hasta la fecha 17 fue el líder de ese torneo. En diciembre de 2019, terminado el Torneo Clausura, la directiva decidió no renovar su contrato.

#### The Strongest
El 9 de marzo de 2020, fue presentado como nuevo entrenador de The Strongest. El 12 de marzo debutó oficialmente con el Tigre con victoria 2-1 ante Aurora por la 12.ª jornada. Con esta victoria, The Strongest fue líder e invicto del torneo por ocho jornadas. El 19 de diciembre el Tigre ganó el clásico 2-1 ante el Bolívar por la 21.ª jornada del campeonato 2020. El 21 de diciembre el Tigre caería 0-1 ante Royal Pari en el Estadio Ramón Tahuichi Aguilera. Con esta derrota perdería definitivamente la punta del torneo.
Finalmente, The Strongest obtuvo la 2.ª posición del campeonato, situándose a 1 punto del campeón.
Su segunda temporada comenzaría el 9 de marzo de 2021, con una victoria 4-3 frente a Nacional Potosí en el Estadio Víctor Agustín Ugarte con un plantel juvenil. El 21 de marzo, el Tigre caería en su debut en la Copa Libertadores ante Boca Juniors 0-1 en el Estadio Hernando Siles. El 22 de abril The Strongest informó que Alberto Illanes dejaba el cargo de entrenador.

#### Nacional Potosí (2ª etapa)
El 6 de agosto de 2021, se anunció su retorno a Nacional Potosí.

## Clubes

### Como jugador
| Club                    | País    | Año         |
| ----------------------- | ------- | ----------- |
| Magisterio Rural        | Bolivia | 1984        |
| Universitario de Sucre  | Bolivia | 1985        |
| The Strongest           | Bolivia | 1986 - 1991 |
| Independiente Petrolero | Bolivia | 1992 - 1999 |
| Unión Central           | Bolivia | 2000        |

### Como entrenador
| Club                    | País    | Año               |
| ----------------------- | ------- | ----------------- |
| Stormers Sporting Club  | Bolivia | 2000              |
| Independiente Petrolero | Bolivia | 2002              |
| Universitario de Sucre  | Bolivia | 2007              |
| Real Potosí             | Bolivia | 2014              |
| Nacional Potosí         | Bolivia | 2018 - 2019       |
| The Strongest           | Bolivia | 2020 - 2021       |
| Nacional Potosí         | Bolivia | 2021              |
| Jorge Wilstermann       | Bolivia | 2022 - 2023       |
| Universitario FC        | Bolivia | 2023              |
| Nacional Potosí         | Bolivia | 2024              |
| CDT Real Oruro          | Bolivia | 2025              |
| Guabirá                 | Bolivia | 2025 - Actualidad |

### Como asistente técnico
| Club                   | País    | Año         | Asistente de     |
| ---------------------- | ------- | ----------- | ---------------- |
| The Strongest          | Bolivia | 2005        | Eduardo Villegas |
| Universitario de Sucre | Bolivia | 2006        | Eduardo Villegas |
| Universitario de Sucre | Bolivia | 2008 - 2009 | Eduardo Villegas |
| Jorge Wilstermann      | Bolivia | 2010        | Eduardo Villegas |
| The Strongest          | Bolivia | 2011 - 2012 | Mauricio Soria   |
| Jorge Wilstermann      | Bolivia | 2012        | Mauricio Soria   |
| Real Potosí            | Bolivia | 2013        | Mauricio Soria   |
| Blooming               | Bolivia | 2014        | Mauricio Soria   |
| Selección de Bolivia   | Bolivia | 2015        | Mauricio Soria   |
| Selección de Bolivia   | Bolivia | 2016 - 2018 | Mauricio Soria   |

## Palmarés

### Como jugador
Títulos nacionales
| Título           | Club          | Año  |
| ---------------- | ------------- | ---- |
| Primera División | The Strongest | 1989 |

### Como asistente
Títulos nacionales
| Título           | Club                 | Año           |
| ---------------- | -------------------- | ------------- |
| Primera División | Universitario (USFX) | Apertura 2008 |
| Primera División | Jorge Wilstermann    | Apertura 2010 |
| Primera División | The Strongest        | Apertura 2011 |

### Como entrenador
Títulos regionales
| Título           | Club        | Año  |
| ---------------- | ----------- | ---- |
| Primera A - ACHF | Stormers SC | 2002 |